# Michael Stocklasa
Michael Stocklasa (ur. 2 grudnia 1980 w Vaduz) – liechtensteiński piłkarz grający na pozycji obrońcy. Jest bratem Martina, także reprezentanta Liechtensteinu i zawodnika SV Ried.

## Kariera klubowa
Karierę piłkarską Stocklasa rozpoczął w klubie USV Eschen/Mauren z Liechtensteinu, ale grającym w niższych ligach Szwajcarii. Zadebiutował w nim w 1997 roku i grał tam do lata 1998. Następnie odszedł do FC Vaduz, czołowego klubu w Liechtensteinie. W latach 1999 i 2000 dwukrotnie z rzędu zdobył z nim Puchar Liechtensteinu. W 2000 roku odszedł do FC Winterthur i przez pół roku grał z nim w drugiej lidze szwajcarskiej. Na początku 2001 roku przeszedł do innego drugoligowca FC Baden, gdzie występował do 2002 roku.
Od lata 2002 Stocklasa ponownie zaczął grać w zespołach z Liechteinsteinu. W latach 2002–2006 występował w FC Vaduz, w drugiej lidze Szwajcarii. W latach 2003, 2004, 2005 i 2006 zdobył z nim kolejne Puchary Liechtensteinu. W 2006 roku wrócił do USV Eschen/Mauren i występuje w trzeciej lidze szwajcarskiej.

## Kariera reprezentacyjna
W reprezentacji Liechtensteinu Stocklasa zadebiutował 2 czerwca 1998 roku w przegranym 1:6 towarzyskim spotkaniu z Austrią. Wraz z Liechtensteinem wystąpił w eliminacjach do Euro 2000, Mistrzostw Świata 2002, Euro 2004, Mistrzostw Świata 2006, Euro 2008 i Mistrzostw Świata 2010.